# Bell Rock
Bell Rock és una atracció turística popular a Oak Creek, Arizona, cap al sud de Sedona al comtat Yavapai. És una àrea d'importància espiritual a New Agers. És a l'oest de Courthouse Butte.
Geològicament, Bell Rock és una mola, composta de roca sedimentària horitzontalment encastada de la formació permiana.